# الشهالي (فرع العدين)

تعديل مصدري - تعديل

الشهالي هي إحدى قرى عزلة المزاحن بمديرية فرع العدين التابعة لمحافظة إب، بلغ تعداد سكانها 1633 نسمة حسب تعداد اليمن لعام 2004.